# Chloeres simplex
Chloeres simplex là một loài bướm đêm trong họ Geometridae.